# Dusona ucrainica
Dusona ucrainica  (лат.) — вид мелких наездников—ихневмонид рода Dusona из подсемейства Campopleginae  (Ichneumonidae).

## Распространение
Европа: Украина.

## Описание
Длина тела от 9 до 10 мм. Жгутик усика самок состоит из 41—43 члеников. Усиковые бороздки возвышаются дорзально.  Внутренние края глаз несут орнамент в виде глубокого выреза напротив основания усиков. Зеркальцо переднего крыла большое и от его середины отходит 2-я возвратная жилка. Дыхальце проподеума удлинённое. Брюшные сегменты сжатые с боков, красновато-чёрные. Нижнечелюстные щупики 5-члениковые, нижнегубные щупики состоят из 4 сегментов. Предположительно, как и другие виды своего рода паразитируют на гусеницах бабочек.
Вид был впервые описан в 1972 году немецким энтомологом Рольфом Хинцем (Rolf Hinz, Айнбек, Германия) по материалам из Днепропетровска, собранным им 8 сентября 1941 года, а его валидность подтверждена в ходе ревизии, проведённой в 2009 году немецким гименоптерологом профессором Клаусом Хорстманном (1938—2013; Dr. Klaus Horstmann, Lehrstuhl Zoologie III, Biozentrum, Würzburg, Германия).